# Astrostole insularis
Astrostole insularis is een zeester uit de familie Asteriidae.
De wetenschappelijke naam van de soort werd in 1938 gepubliceerd door Hubert Lyman Clark.